# Mayaguana
Mayaguana é um dos 32 distritos das Bahamas. Sua localização é ao sul da capital do arquipélago, Nassau.
A ilha era uma base privilegiada para os piratas antes de seus moradores migrarem para as ilhas próximas de Turks e Caicos em 1812. Hoje, é o lar de apenas 300 moradores que vivem em três principais assentamentos.